# Мохамед Реза Пахлави
Мохамед Реза Пахлави (фарси: محمدرضا پهلوی) е роден на 26 октомври 1919 г. в Техеран. Монарх на Иран от 16 септември 1941 до 11 февруари 1979 г. с титлата шах до 26 октомври 1967 г., когато по време на коронацията си приема титла шахиншах (фарси: شاهنشاه – Цар на царете, император). На 15 септември 1965 г. парламентът на Иран на общо заседание на двете камари решава да удостои шаха с титлата ариамехр (Светлина на Иран). Като Мохамед Реза Шах той е вторият монарх от династията Пахлави и последният монарх на Иран (вж. Иранската революция).

## Произход и образование
Той е най-възрастният син на шаха на Иран Реза Шах Пахлави, роден от втората му съпруга Тадж ол-Малук. Мохамед Реза завършва средно образование в Швейцария през 1935 г. и продължава образованието си във военната академия в Техеран, която завършва през 1938 г.

## Шахиншах на Иран
Мохамед Реза Пахлави става шах на Иран през 1941 г. след като баща му е принуден от окупиралата Иран антихитлеристка коалиция да абдикира от трона заради връзките си с Хитлер и привидния неутралитет на Иран, изразяващ се в отказ на Иран да позволи преминаване на снаряжение към Съветския съюз през иранска територия. По този начин САЩ и Великобритания си осигуряват прозападен съюзник в лицето на младия шах.
В началото на 50-те години настъпва политическа криза в Иран, предизвикана от движението под ръководството на д-р Мохамед Мосадех и доминиращо в иранския парламент. През 1951 г. парламентът взима решение за национализация на добива и преработката на петрол в Иран. Това нарушава интересите на британски собственици и Великобритания налага тотално ембарго върху вноса на ирански петрол. САЩ изразява подкрепа за Великобритания и затваря посолството си в Техеран. Междувременно д-р Мосадех е избран от парламента за министър-председател на Иран, получава подкрепата на армията и външна подкрепа от страна на СССР. САЩ, чрез агентурата си от ЦРУ, съветва Пахлави да замени премиера с генерал Фазлолах Захеди. Планът претърпява неуспех и шахът е принуден да напусне за кратко време Иран и да се установи в Италия. По време на отсъствието на шаха в Иран стават стълкновения между негови привърженици и привърженици на Мосадех, при което има над 300 жертви. След завръщането му д-р Мосадех е арестуван на 20 август 1953 г. (той пребивава в затвора 3 години) и ген. Захеди заема поста премиер на страната.
Външната политика на Реза Пахлави е прозападна и насочена към утвърждаване на Иран като регионална сила.
- По време на гражданската война в Йемен Реза Пахлави подкрепя монархическите сили срещу републиканците.
- През 1971 г. шахът на Иран оказва помощ на султана на Оман за потушаването на бунта в Дхофар.
- В противоречие с иранските националисти Реза Пахлави подкрепя независимостта на Бахрейн. Тази островна територия винаги е била считана за част от Иран, а до 19 век е контролирана от Великобритания.
- Пахлави проявява териториални претенции към 3 стратегически острова в Персийския залив, завладени от ОАЕ.
- Като монарх Реза Пахлави поддържа близки отношения с кралете на Саудитска Арабия, Йордания и Мароко, както и с президента на Египет.
- Отношенията му с Ирак се подобряват благодарение на подписаното съглашение през 1975 г., с което Иран преустановява подкрепата си за кюрдските сепаратисти.

Поради огромните приходи на държавата от продажби на петрол постепенно Реза Пахлави става несъмнен лидер сред държавните глави в средния Изток. Той поддържа много добри отношения със западните европейски държави, САЩ и Израел.
През 1975 г. Пахлави отменя многопартийната система и обявява, че Иран е „възкръсваща“ държава с една партия, подобно на СССР и Ирак. Той създава и тайната полиция САВАК за борба с дисидентството в държавата. Същевременно, Реза Пахлави води постоянна политика на модернизиране на икономиката, включително на аграрното производство.
По време на така наречената Бяла революция Реза Пахлави въвежда изискване за образование на ислямските свещеници, което, заедно с даването на избирателни и други граждани права на жените, нарушава старите ислямски традиции в държавата и му създава врагове сред религиозната общност.
Политиката на икономически растеж през 60-те и 70-те години е съпроводена с авторитарен тип управление, с което Пахлави влиза в остри противоречия с ислямските фундаменталисти в страната и в края на краищата довежда до Ислямската революция в Иран.
На 16 януари 1979 г. Пахлави напуска Иран със съпругата си, практически предоставяйки властта на министър-председателя Шапур Бахтиар – дългогодишен лидер на опозицията. Той разпуска тайната полиция, освобождава всички политически затворници и връща аятолах Хомейни от дългогодишна емиграция, като му предлага създаването на теократична държава от вида на Ватикана, въвеждането на свободни избори и смяна на конституцията. Обявена е детронацията на шахиншаха. На 11 февруари Хомейни, разчитайки на неутралитета на армията, поема цялата власт и обявява Иран за ислямска република под свое ръководство.

## В изгнание
Мохамед Реза Пахлави се оказва в положение на изгнаник. Първоначално той се установява в Египет, където е сърдечно приет от президента Ануар Садат. По-късно пребивава за кратко последователно в Мароко, Бахамите и Мексико. Там се установява, че е заболял от лимфома, която изисква бързо лечение. На 22 октомври 1979 г. Пахлави е поканен от американския президент Джими Картър да се лекува в САЩ. Пристигането на шаха в САЩ става причина на 4 ноември същата година голяма група ислямски студенти и други поддръжници на революцията да нахлуят в американското посолство в Техеран, слагайки началото на т.нар. „Иранска заложническа криза“ продължила 444 дни – до 20 януари 1981 г. Като заложници са взети 52 американски дипломати и служители. Това принуждава правителството да помоли Реза Пахлави да напусне САЩ след приключване на лечението му.
Пахлави напуска САЩ на 15 декември 1979 г. и се установява за кратко в Панама, след което заминава за Египет, където на 27 юли 1980 г., на 60-годишна възраст умира. Погребан е в джамията Ал Рифаи в Кайро, където се намира гробът и на египетския крал Фарук I.

## Съпруги и деца
Мохамед Реза Пахлави е женен три пъти и има пет деца.
- Първата му съпруга е египетската принцеса Фаузия (род. 1921 г.) – дъщеря на крал Фуад I и сестра на крал Фарук I. Пахлави се жени за нея през 1939 г. и се развежда през 1948 г. поради това, че тя не му ражда син – наследник на трона. Двамата имат една дъщеря – принцеса Шахназ Пахлави (род. 1940 г.). По-късно принцесата ражда син от брака си с неин втори братовчед.
- Втората съпруга на Пахлави е Сорая Есфандиари Бахтиари (1932 – 2001), дъщеря на посланика на Иран в Германия Халил Бахтиари и германката Ева Карл. Пахлави се жени за втори път през 1951 г. и се развежда през 1958 г., когато се установява, че Сороя не може да му роди деца. Съпругата му получава след развода титлата Принцеса Сорая на Иран. Скоро след развода тя дебютира като филмова актриса и заживява с италианския режисьор Франко Индовина (1932 – 1972).
- Третата съпруга на шаха е Фара Диба (род. 1938 г.), дъщеря на капитана от Имперската Иранска армия Сохраб Диба. Пахлави се жени за Фара през 1959 г. и живее с нея до края на живота си. От брака им се раждат 4 деца:
  - Реза Сирус Пахлави – наследник на трона (род. 1960 г.)
  - Фарахназ Пахлави (род. 1963 г.)
  - Али Реза Пахлави (1966 – 2011)
  - Лейла Пахлави (1970 – 2001)